# Joan Wennstrom Bennett
Joan Wennstrom Bennett (nacida el 15 de septiembre de 1942) es una genetista de hongos que también participa activamente en temas relacionados con las mujeres en la ciencia. 

## Biografía
Educada en Upsala College (B.S. 1963) y en la Universidad de Chicago (M.S. 1964, Ph.D. 1967), formó parte del cuerpo docente de la Universidad Tulane durante 35 años. Es expresidenta de la Sociedad Estadounidense de Microbiología (1990-1991) y de la Sociedad de Microbiología Industrial y Biotecnología (2001-2002), y exeditora en jefe de Mycologia (2000-2004). Fue elegida miembro de la Academia Nacional de Ciencias en 2005.
Mientras estaba en la Universidad de Tulane, Bennett formó parte del comité que estableció el primer centro de mujeres en Newcomb College (la universidad de mujeres en Tulane) y enseñó un curso popular sobre la biología de las mujeres a partir de 1975. Después de que la profesora Bennett se uniera a la facultad de Rutgers, fue nombrada Vicepresidenta Asociada para establecer una Oficina para la Promoción de la Mujer en Ciencias, Ingeniería y Matemáticas que promueve la equidad racial y de género en las ciencias, las matemáticas y la ingeniería.
La profesora Bennett fue la primera mujer titular contratada en la facultad del Departamento de Biología de la Universidad de Tulane. Mientras estuvo allí, la Dra. Bennett y su laboratorio establecieron un programa de investigación sobre la genética y la biosíntesis de aflatoxinas en colaboración con científicos del Centro de Investigación Regional del Sur, una rama del Departamento de Agricultura de los Estados Unidos en Nueva Orleans, Luisiana. Esta investigación proporcionó un modelo útil para los metabolitos secundarios de policétidos y amplió las posibilidades de reducir estos venenos en los alimentos y el medio ambiente. Después del huracán Katrina, la profesora Bennett se mudó a la Universidad de Rutgers, donde actualmente es Profesora II en el Departamento de Biología y Patología Vegetal. Su laboratorio de Rutgers ha sido pionero en el uso de sistemas de modelos genéticos para dilucidar los efectos fisiológicos de los compuestos orgánicos volátiles fúngicos.
Bennett está casada con David Lorenz Peterson, consultor de sistemas informáticos. Es madre de tres hijos: John Frank Bennett, Daniel Edgerton Bennett y Mark Bradford Bennett.

## Premios
- 1990 - Doctor honoris causa en Literatura, Upsala College
- 2001 - Premio Carski a la Enseñanza, Sociedad Estadounidense de Microbiología
- 2003 - Premio Charles Porter, Sociedad de Microbiología Industrial y Biotecnología
- 2005 - Academia Nacional de Ciencias
- 2005 - Doctor honoris causa en Ciencias, Bethany College (West Virginia)
- 2006 - Premio Alice Evans, Sociedad Estadounidense de Microbiología
- 2007 - Profesor Honorario, Instituto de Microbiología, Academia China de Ciencias